# Serica basumtsoensis
Serica basumtsoensis är en skalbaggsart som beskrevs av Ahrens 2005. Serica basumtsoensis ingår i släktet Serica och familjen Melolonthidae. Inga underarter finns listade i Catalogue of Life.